# Province de Benslimane
La province de Benslimane (en berbère : ⵜⴰⵙⴳⴰ ⵏ ⴰⵢⵜ ⵙⵍⵉⵎⴰⵏ) est une subdivision à dominante rurale de la région marocaine de Casablanca-Settat. Elle a une population de 233 123 habitants (donnée du recensement de 2014), et sa superficie est de 2 760 km 2.

## Histoire
La province de Benslimane a été créée en 1977 – dahir no 1-77-228 du 18 juillet – par démembrement de la province de Settat.

## Administration et politique

### Découpage administratif
Selon la liste des cercles, des caïdats et des communes de 2008, la province est composée de 15 communes (collectivités territoriales), dont 3 communes urbaines (ou municipalités) : Benslimane, le chef-lieu, Bouznika et El Mansouria.
Les 12 communes rurales restantes sont rattachées à des circonscriptions déconcentrées, 6 caïdats reliés à 2 cercles:
- cercle de Benslimane :
  - caîdat de Fdalate : Fdalate, Ouled Yahya Louta et Moualine El Oued,
  - caïdat d'Ahlaf : Ahlaf et Rdadna Beni Malek,
  - caïdat de Mdakra : Mellila et Ouled Ali Toualaa,
  - caïdat de Ziaïda : Ziaïda et Aïn Tizgha ;
- cercle de Bouznika : 
  - caïdat de Charrate : Charrate,
  - caïdat de Sidi Bettache : Sidi Bettache et Bir Ennasr.

### Conseil provincial
Le conseil provincial est situé à Benslimane ; son président est Abdelali Naitlahcen, un médecin du parti de l'Istiqlal né le 25 janvier 1965.Et son directeur général est Younes Borki depuis l'an 2018

## Démographie
La population de la province de Benslimane est passée, de 1994 à 2004, de 180 300 à 199 612 habitants, avec respectivement 58 304 et 73 506 habitants en milieu urbain. 
| Municipalités                  | 1994   | 2004   | Taux d'accroissement |
| ------------------------------ | ------ | ------ | -------------------- |
| Benslimane                     | 36 977 | 46 478 | 25,7 %               |
| Bouznika                       | 21 327 | 27 028 | 26,7 %               |
| El Mansouria                   | 8 480  | 12 955 | 52,8 %               |
| Données issues de recensements |        |        |                      |

En 2014, elle était de 233 123 habitants, dont 114 192 en milieu urbain.